# Gudauta
Gudauta (abchazsky Гəдоуҭа, gruzínsky გუდაუთა, rusky Гудаута) je město v gruzínské separatistické republice Abcházii. Nachází se u Černého moře, 37 km severozápadně od Suchumi, hlavního město Abcházie. Sloužilo jako sovětská letecká základna.
Gudauta byla centrem abchazského ozbrojeného odporu k centrální vládě v tzv. gruzínsko-abchazském konfliktu v letech 1992–1993.
Na letišti Bombora u Gudauty sídlila za dob SSSR 345. letecká jednotka, později přejmenovaná na 10. výsadkový regiment mírových sil. Základna byla významnou kapitolou v abchazském konfliktu. Gruzínská strana a mnoho nezávislých západních pozorovatelů považovalo základnu v Gudautě jako hlavní leteckou oporu abchazských rebelů během války v 1992–1993. V září 1995 Gruzie musela schválit ruskou smlouvu o pronájmu tří základen v zemi, včetně Gudauty.
Ve městě jsou přímořské klimatické koupele (nemoci dýchacích cest, srdce, krevního oběhu a nervové soustavy). Gudauta má subtropické podnebí. Je zde jedna z nejlepších pláží na černomořském pobřeží. V okolí jsou minerální prameny s obsahem chlóru, sodíku, sirovodíku, jódu a bromu.